# Journal of the Atmospheric Sciences
Journal of the Atmospheric Sciences (fins al 1962 titulat Journal of Meteorology) és una revista científica publicada per l'American Meteorological Society. Cobreix la investigació bàsica relacionada amb la física, la dinàmica i la química de l'atmosfera de la Terra i altres planetes, amb èmfasi en els aspectes quantitatius i deductius. aspectes de la matèria.